# Нечего терять (роман)
«Нечего терять» (англ. Nothing to Lose, другое название — «Джек Ричер, или Нечего терять») — роман английского писателя Ли Чайлда, вышедший в 2008 году. Двенадцатая книга из серии о бывшем военном полицейском Джеке Ричере.

## Сюжет
Путешествуя по Америке, бывший военный полицейский Джек Ричер останавливается выпить кофе в Диспейре (англ. Despair — отчаяние), небольшом городе в Колорадо. После конфликта с местными жителями, его выдворяют в соседний Хоуп (англ. Hope — надежда), где Ричер знакомится с офицером полиции Воэн. Джек узнаёт, что Диспейром правит владелец завода по переработке металла, а также глава местной церкви Тарман. Ричер вместе с Воэн, с которой у него завязываются отношения, раскрывает истинное положение дел и предотвращает ужасные события.